# آلو کریسمس
 آلو کریسمس(نام علمی: Carissa macrocarpa) نام یک گونه از تیره خرزهره‌ایان است.